# Galumnella pilosa
Galumnella pilosa är en kvalsterart som beskrevs av Engelbrecht 1972. Galumnella pilosa ingår i släktet Galumnella och familjen Galumnellidae. Inga underarter finns listade i Catalogue of Life.